# ハーメルンの笛吹き男

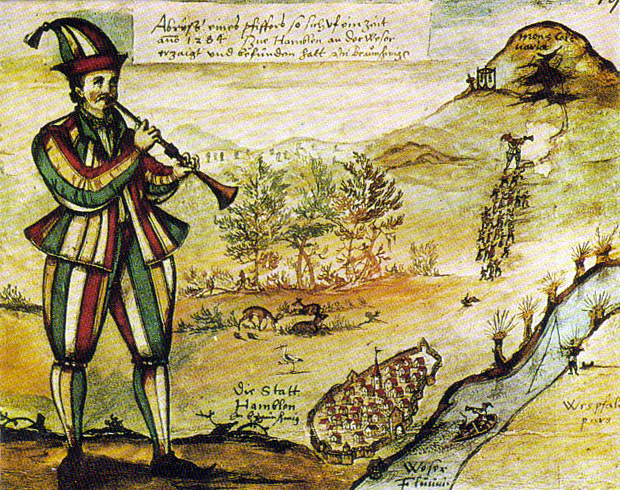
ハーメルンのマルクト教会にあるステンドグラスから模写された、現存する最古の笛吹き男の水彩画（アウグスティン・フォン・メルペルク画、1592年）

ハーメルンの笛吹き男（ハーメルンのふえふきおとこ、独: Rattenfänger von Hameln、英語: Pied Piper of Hamelin）は、現在のドイツの街ハーメルンにおいて1284年6月26日に起きたとされる出来事についての伝承である。グリム兄弟を含む複数の者の手で記録に残され、現代まで伝わった。

## 概要

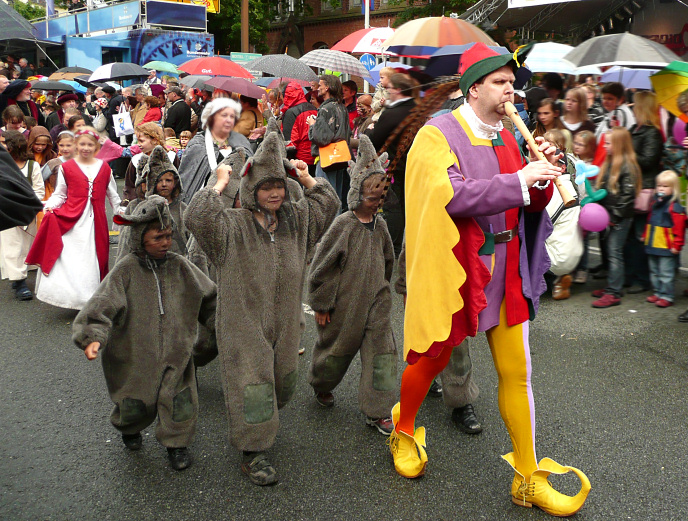
笛吹き男のパレード(2009年、ハーメルン)

1284年、ハーメルンの町にはネズミが大繁殖し、人々を悩ませていた。そこで市長は「誰かネズミを退治した者には金貨100枚を与えよう」と言った。ある日、笛を持ち、色とりどりの布で作られた派手な衣装を着た笛吹きの男が現れ「ネズミを退治しよう」と持ちかけた。男が広場で笛を吹くと、街じゅうのネズミが彼のところに集まってきた。男はそのままヴェーザー川に歩いていき、ネズミを残らず溺死させた。
しかしネズミ退治が終わると、ハーメルンの人々は約束を反故にして報酬を払わなかった。怒った笛吹き男はいったん街から姿を消したが、その日（6月26日）の深夜に再び街の広場に現れた。笛吹き男が笛を吹くと、家から子供たちが出てきて広場へ集まっていった。そして130人もの少年少女は笛吹き男の後に続いて町の外に出て市外の山腹にある洞穴の中に入っていき、洞穴は内側から岩で塞がれ、笛吹き男も子供たちも、二度と戻ってこなかった。物語によっては、足が不自由なため他の子供達よりも遅れた1人の子供、あるいは盲目と聾唖の2人の子供のみが残されたと伝えられている。

## 歴史
この物語への最初の言及は、1300年頃にハーメルンのマルクト教会に設置されていたステンドグラスに見られる。14世紀から17世紀にかけての複数の記録がこのステンドグラスについて述べている。このステンドグラスは1660年に破壊された。残された文献に基づいて、ハーメルンの郷土史家ハンス・ドバーティンにより現在のステンドグラスが復元された。このステンドグラスは、色鮮やかな衣装を纏った笛吹き男と、白い着物姿の子供たちを特徴としている。
このステンドグラスには以下に記す説明文が添えられていた。
この文章は、概ね以下の日本語に訳される。
コッペン（Koppen、古ドイツ語で「丘」の意）とは、ハーメルンの街を囲むいくつかの丘の一つであるとされるが、どれを指すのかは不明。
このステンドグラスは、ハーメルン市の悲劇的な史実を記念して制作されたと一般には考えられている。また、ハーメルン市の記録はこの事件から始まっている。ハーメルンの最古の記録は、1284年の出来事を起点にした年代記として述べられている。
| 「 | 我らの子供達が連れ去られてから10年が過ぎた。 | 」 |

何世紀にもわたる調査にもかかわらず、笛吹き男の物語に隠された歴史的な出来事についての明確な説明は与えられていない。いかなる調査結果においても、1559年頃に初めて物語にネズミの集団発生が追加されており、それ以前の記録ではネズミは登場しない。

### 伝説の起源に関する仮説
この伝承の背後に潜む意味を説明するために、多数の説が提出されてきた。
ヴォルフガング・ヴァンはそれらを、舞踏病、移住、子供の十字軍、巡礼、作り話、溺死、山崩れ、誘拐、戦死、疫病など25種類に分類しており、解釈は様々である。
最も広く支持されている説は 、子供達は東ヨーロッパのドイツ人植民地で彼ら自身の村を創建するために、自らの意思で両親とハーメルン市を見捨て去ったとする説である。この時代に創建された幾つかのヨーロッパの村と都市は、ハーメルンの子供達による開拓者としての努力の結果であると考えられる。この主張は、Querhameln（ハーメルン製粉村）のような、ハーメルンと東方植民地周辺の地域それぞれに存在する、対応する地名によって裏付けられている。この説でも笛吹き男は、運動のリーダーであったと見なされている。
この説のバージョンの一つは1955年に『サタデー・イブニング・ポスト』誌で発表された。植民説の裏付けとなるのは、ハーメルンの旧家の壁から発見された文章である。その述べるところによれば、1284年6月26日に、笛吹き男が130人の子供を街の外へ連れ去り、おそらくはその笛吹き男はモラヴィア（現在のチェコ共和国の一地方）への植民運動を組織していたオロモウツの司教ブルーノ・フォン・シャウンブルクの代理人であったという。シャウンブルク司教自身もまたボヘミア王オタカル2世の代理人として行動していた。
更なる考察を加えれば、植民説は13世紀のドイツ地域はあまりにも多くの人口を抱え込んでいたため、長男のみが土地と財産の全てを相続し、他の者は農奴となるしかなかったとの考え方に基づいている。後に黒死病がこの不均衡を破壊した。
また、子供の移民が記録されていない理由の一つとしては、子供達は東ヨーロッパのバルト地方からやって来た植民請負人に売られたためであるとの説が提言されている（児童売買は当時は珍しい慣習ではなかった）。エッセイ『笛吹き男・再論』Pied Piper Revisited において著者シェイラ・ハーティーは、東方植民地に見られる姓とハーメルンで見られる姓は類似しており、ハーメルンの街で養育できなかった私生児や孤児、その他の児童が売られたというのは納得のいく説明であると述べている。更にハーティーは、これがハーメルン町史におけるこの事件の記録の欠落への説明になるかもしれないと述べる。ヴォルフガング・ミーダーは自著『笛吹き男ハンドブック』The Pied Piper: A Handbook において、ハーメルンを含む地方の人々がトランシルヴァニアの一部への移民を支援した事を示す歴史的文書が存在すると述べている。トランシルヴァニアはモンゴルによる中央ヨーロッパ侵略を受けており、その時期は笛吹き男伝説が歴史に現れる時期と前後している。
ハーメルン市の公式ウェブサイトに掲載されていた笛吹き男伝説のバージョンでは、移民説の別の側面が提示されている。
この解釈では、「子供達」とは単に移民の道を選んだハーメルンの住民のことであり、特に若年層を指していたわけではないのだろうと述べられている。
言語学者ユルゲン・ウドルフの研究を出典として、歴史学者のウルズラ・ザウターは移民説の根拠となる以下の仮説を述べている。
ウドルフはハーメルンの若者達が現在のポーランドまで移住したとの仮説を提示している。系図学者のディック・イーストマンは、ウドルフのハーメルン出身の姓がポーランドの電話帳にも見られるとの研究を引用する。
別の説として、子供達は何らかの巡礼行為か軍事行動、あるいは新規の少年十字軍運動の一環として町から去り、二度と両親の元へ戻らなかったとする説がある。18世紀後半から20世紀前半まで広く信じられていたのは、1734年にヨーハン・クリストフ・ハーレンベルクが唱えた、1260年のゼデミューンデの戦いで壊滅したハーメルン市民軍の記憶が変形し、笛吹き男に引き連れられた130人の子供達となったとの説である。1940年にハインリッヒ・シュパヌートが執筆した『ハーメルン市史』Geschichte der Stadt Hameln では、ハーレンベルクや1741年のレーガーの解釈に基づき、この説が採用されている。これらの説では、名前のない笛吹き男は運動のリーダーか新兵徴募官であったと見なされている。
ハーメルンの新門にあるラテン語の碑文には、この笛吹き男の正体はマグス（魔法使い）であったと刻まれている。いくつかの説では、子供たちは何らかの自然的要因により死亡したのであり、笛吹き男は死神の象徴であったとされている。死神はしばしば笛吹き男のようなまだら模様の衣装を身にまとった姿で描かれる。この説に関連付けられる類似のテーマとして、子供達の行進は中世ヨーロッパの基本的な美術様式である死の舞踏の表現であるとの説がある。自然要因説に含まれるいくつかの説として、子供たちはヴェーザー川で溺死したとする説、土砂崩れにより死亡したとする説、流行病により病死したとする説がある。
ウィリアム・マンチェスターの『炎のみに照らされた世界』(1992) は、笛吹き男は精神異常の小児性愛者だったと述べている。マンチェスターはこの事件が起こったのは1484年の6月20日であり、この犯罪者はハーメルンのザクセン人の村から130人の児童を誘拐し、「口に出して言うのも憚られる目的」に用いたと断言している。さらに、マンチェスターは「ある子供達は二度と姿を見せず、ある子供たちは五体バラバラにされて、森の繁みの中や木の枝から吊り下がっている所を発見された」と付け加える。しかし、マンチェスターがまことしやかに述べ立てる事件を裏付けるような資料は一切発見されておらず、彼は事実と断言するこの説に対して出典を提示していない。マンチェスターの説は、少なくともその120年以前から現れている物語のバージョンを無視している。

### 14世紀のデカン・リューデによる合唱書
1384年頃に、ハーメルンのデカン・リューデなる人物が、彼が所持する合唱書『パッシオナーレ』に笛吹き男事件の目撃証言であるラテン語詩が含まれていると書き記している。リューデの記すところでは、このラテン語詩はリューデの祖母により執筆された。この合唱書は17世紀後半以降は失われたままであると考えられている。あるいはデカン・リューデ (Decan Lude) という奇妙な名前は、彼がルードヴィヒ(Ludwig)という名の司祭長（ラテン語で decanus、現代ドイツ語では Dekan あるいは Dechant）の地位に就いていた僧侶である事を示す物である可能性もあるが、これは確認されていない。

### 15世紀のリューネブルク写本
1430年から1450年頃に残されたリューネブルクの写本は、笛吹き男事件の早期におけるドイツ語の記録を伝えている。リューネブルク写本は現存する最古の記録であると考えられる。
ハーメルンの街を東西に貫くオスター通りの東門近くには、「笛吹き男の家」に隣接する形で、消失した子供達への追悼の念を込めて、歌ったり音楽を奏でることが禁止されている舞楽禁制通り（Bungelosestrasse、ブンゲローゼシュトラーセ）が設けられている。音楽の演奏を伴うパレードは結婚式の行列も含め、この通りに差し掛かったところで演奏を中断し、通りの反対側に達したところで演奏を再開する。この通りの名は、1427年には既に現れている。

### 16世紀および17世紀の資料
1556年に、神学者ヨプス・フィンツェリウスによる De miraculis sui temporis（ラテン語で『現代の不可思議について』の意味）が、この伝説に言及している。著者ヨプスは、笛吹き男を悪魔と見なしている。
1559年から1565年頃に、フローベン・クリストフ・フォン・ツィンメルン伯爵は自著『ツィンメルン年代記』Zimmerische Chronik の中でこの伝説を紹介した。この紹介がネズミの集団発生が登場した最初の記録だと考えられている。しかし、ツィンメルンはこの出来事の日付を「何百年も昔 (vor etlichen hundert jarn)」と記しているのみであり、事件のあった日付に関する論争に全く解答を与えていない。
最初の英語による記述は、オランダ系の古物収集家にして宗教論争家であったリチャード・ローランド・ヴェルステガン（1548年頃-1636年）による、 『腐朽した知識の復権』 Restitution of Decayed Intelligence （アントウェルペン、1605年）の中に見られる。しかしヴェルステガンは物語の出典を示していない（ツィンメルンの手稿は1776年になってから再発見されており、ヴェルステガンの出典とはなりえない）。ヴェルステガンの記述はネズミの群れについての言及と、行方不明になった子供達がトランシルヴァニアに現れたという考察を含めている。英語の成句 Pied Piper （まだら服の笛吹き男）は、ヴェルステガンによる造語であると考えられる。より興味深いことに、ヴェルステガンによる事件の日付は、上の記述とは全く異なる1376年の7月22日となっている。これは1284年に行われた移民という事件と、1376年のネズミの集団発生という事件の二つの出来事が統合されたことを示唆している可能性がある。
笛吹き男の物語は日付を違えた形で、ロバート・バートンの1621年の著作『憂鬱の解剖』The Anatomy of Melancholy でも超自然現象の一例として紹介された。「1484年6月20日に、ザクセンのハーメルンで、まだら服の笛吹き男の姿をした悪魔が130人の子供たちを連れ去り、子供達は二度と見つからなかった」。バートンはこの話の直接の出典は提示していない。
アタナシウス・キルヒャーの1650年の著作『普遍音楽』Musurgia universalisでもこの出来事について詳細に紹介され、情報源としてヨハン・エウセビウス、コルネリウス・ゲンマの著作が挙げられている。
ヴェルステガンの文章はナサニエル・ウォンリーの『小世界の驚異』Wonders of the Little World（1687年）に転載され、ウォンリーの著書を直接の出典として19世紀のブラウニングの詩が書かれた。ヴェルステガンの記述はウィリアム・ラメゼイの『虫食いの話』Wormesにも転載された。「（前略）ヴェルステガンの物語で最も注目に値するのはまだら服の笛吹き男の話であり、この男は1376年7月22日にザクセンのハーメルンの町から160人の子供を連れ去った。悪魔の怒りに対して、神が不思議にも許可を与えたのだ」。

### 19世紀の物語

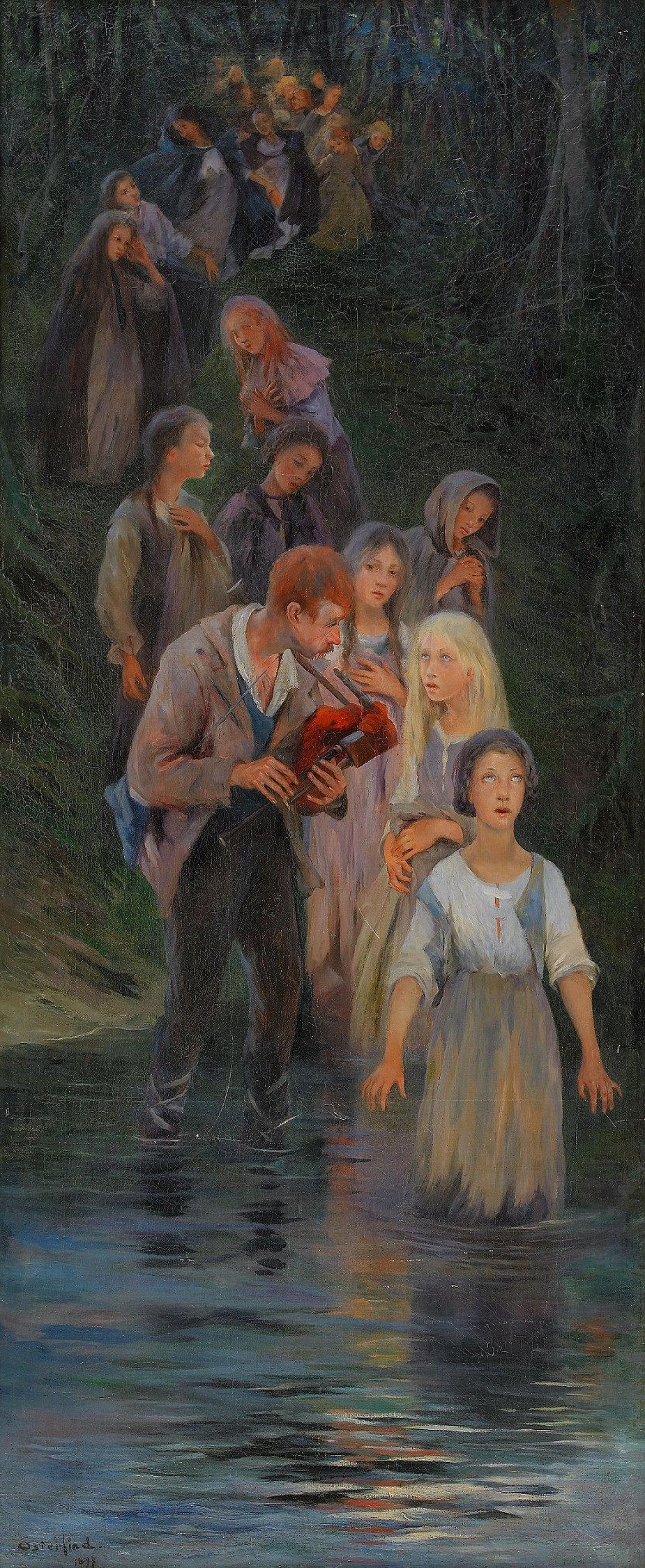
アラン・オスターリンド『ハーメルンの笛吹き男』

1803年にはヨハン・ヴォルフガング・フォン・ゲーテが、この伝説に基づいた詩を著した（この詩はフランツ・シューベルトの『鼠捕りの男』と、フーゴー・ヴォルフの『鼠捕りの男』として、それぞれ歌曲にされている）。
また、ゲーテはファウスト伝説の彼によるバージョン（『ファウスト』）の中にも、この物語への言及を組み込んだ。この詩劇の第一部は1808年に出版され、次いで第二部が1832年に出版された。
グリム兄弟の2人として知られているヤーコプ・グリムとヴィルヘルム・グリムは、1816年に出版された民話集『ドイツ伝説集』Deutsche Sagen の中に、1586年から1814年までに出版された書物を典拠にして この物語を語った。グリム兄弟の記述では、「ある説によれば」（wie einige sagen）と断ったうえで、「盲目の子と口のきけない子の2人が後から帰って来てこの話を伝えたという。また他の説によれば、1人の男の子が上着を取りに帰って来てこの出来事を伝えたという」（蚊野千尋）。「ある説によれば 、子どもたちはジーベンビュルゲン（現在のルーマニア）で再び姿を現したという」。
ヴェルステガン及びウォンリーの記録を資料として、ロバート・ブラウニングはハーメルンの笛吹き男の名を題に冠した詩を執筆し、1842年に公表した。ブラウニングの詩は、事件の日付を1376年の7月22日であるとしている。

## 日本での受容
この物語は、ドイツ国外にはグリム童話とともに伝わっていったと思われる。日本でも翻訳され子供を含む幅広い層に知られている。しかし「笛吹きが子供をさらい、子供達は二度と戻って来なかった」という結末は、少なくとも児童向けの書籍では改変されることも多い。
主だった改作としては、笛吹きが子供達を洞窟に閉じ込めたことに対して市長や親達が笛吹きに解放を懇願した（その結末は明示されていないが、市長の約束履行で子供達が解放されたことを暗示）。別の改変においては笛吹きには子供達に危害を加えようとする意思は見受けられず、最終的に市長から約束履行を受けた上、住民から感謝されつつ街を去っている。あるいは子供を集めようとして未遂、集めたが何らかの外部要素（作品によって異なる）によって解放される勧善懲悪物として改変されているものもある。また改変されなくても「こどもたちは嘘つきや意地悪な人がいない幸せな国に行った」などハッピーエンドとも解釈できるような結末になっている場合もある。日本で平成期に出版された62話に精緻な分析を施した蚊野千尋は、話に盛られた教訓がこの間、「約束を破ってはいけない」から「嘘をついてはいけない」に変えられている、と結論づけた。
日本のある医学者は、当時収容されて、消されたハンセン病患者を意味しているのではないかと主張している。

### 日本における派生作品

#### 小説・ライトノベル
- 二階堂黎人『人狼城の恐怖』 - 冒頭でハーメルンの笛吹き男と人狼伝説について言及されている。
- 大崎善生『存在という名のダンス』 - 2007年〜2009年に『野性時代』にて連載。北海道を舞台に、ハメールーンの笛吹き男が、人類最強の敵（ゲルミナンド・ヘステ）として描かれている。
- 藤木稟『ハーメルンに哭く笛』 - 30人もの子供たちが一度に誘拐・殺害され、容疑者として上がった男の供述に「ハーメルンの笛吹き男が現れ、子供たちを連れ去った」がある。実際物語の重要なキーワードであり、登場人物達の会話の中で笛吹き男の歴史的解釈もなされている。
- グループSNE『百鬼夜翔』 - 「真夜中の道化師」に、笛吹き男のイメージから生まれた妖怪道化師が登場、子供達を連れ去ろうとする。
- 竜ノ湖太郎『問題児たちが異世界から来るそうですよ?』 - コミュニティ“グリムグリモワール・ハーメルン”とのギフトゲームで、ハーメルンの笛吹き男の伝説とグリム童話の「ハーメルンの笛吹き男」・同じ頃に流行したペストを絡ませた謎解きが、勝負の決め手となる手がかりとなる。
- はやみねかおる『笛吹き男とサクセス塾の秘密』 - サクセス塾に、笛吹き男と名乗る何者かが130人の塾生を消すという犯行予告を出す。物語の中でも、ハーメルンの笛吹き男の内容が触れられている。
- 中山七里『ハーメルンの誘拐魔』 - 犯行現場に笛吹き男の絵葉書を残してゆく連続誘拐事件が発生する。

このほか、フレドリック・ブラウンの短編「アイネ・クライネ・ナハトムジーク」が邦訳されている。

#### 漫画
- 緒方てい『暁闇のヴォルフ』 - 2011年。第1夜「2つの呪い」に人間を操る魔声を持つ悪魔として登場。人間の欲望をもって召喚され、その肉体に取り付き願望を叶える存在である。後にアドルフ・ヒットラーに成り代わり、第二次世界大戦を引き起こす。
- 藤子・F・不二雄『ドラえもん』 - てんとう虫コミックス41巻「ハメルンチャルメラ」に同名の道具として登場。ハメルンチャルメラを参照。
- 山田ミネコ『笛吹伝説（パイドパイパー）』 - 1982年。幻想SF連作「最終戦争シリーズ外伝 パトロールシリーズ」の一編。ハーメルンの笛吹男と子供達消失事件の真相はタイムマシンを使った未来人による時間移民犯罪だったというもの。
- 渡辺道明『ハーメルンのバイオリン弾き』 - 笛で子供を操った笛吹き男をモチーフにしたファンタジー活劇。主人公達は笛ではなく、バイオリンやオルガンで奏でる魔曲によって他人を操ったり、精霊を召喚したりして敵と戦う。
- 浦沢直樹・勝鹿北星『MASTERキートン』 - 第5巻「ハーメルンから来た男」「ハノーファーに来た男」「オルミュッツから来た男」の三話で、ハーメルンの笛吹き男の伝説について、天然痘の免疫を持った子どもたちを連れたジプシーという説を取り上げている。
- 魔夜峰央『ラシャーヌ!』 - ラシャーヌが好意を持った女子が天才フルート奏者に捨てられ、顔に傷が残るような大怪我を負ったことに対し、笛吹き男のフルートを贈ることで復讐を果たす話がある。
- 椎名高志『GS美神 極楽大作戦!!』 - 魔物の一種「パイパー」として登場。ラッパで旋律を聞かせた対象を子供化し、力を奪う術を使う。パイパーはネズミの化身であり、また使い魔のパイパーは感性が子供的であり、子供を笑わせるようなギャグによって妨害される。
- 山岸凉子『パイド・パイパー』  - 1990年の短編漫画。

#### ドラマ
- 『相棒』2002年 season1エピソード9-杉下右京の大学時代の後輩の会社で経理部の人間15人が同じ瞬間に仕事場を放棄、謎の奇行をはたらく、その隙に金庫から大金が盗まれる、防犯ビデオには“催眠術”にかかったように社員が集団で席を立ち上がって去っていくのであったー。事件暗示に使われた呪文にパイドパイパー（Pied Piper）が使われている。
- 『砂の塔〜知りすぎた隣人』 - 2016年。劇中で起こる児童連続誘拐事件を、ハーメルンの笛吹き男に準えて「ハーメルン事件」と称している。これは誘拐事件の犯人が、犯行の際に口笛を吹いていることからも由来している。

#### アニメ・特撮
- 『エウレカセブンAO』 - 2012年。主人公が所属するチームの名前が「Pied Piper（笛吹き男）」。その詳細は10話で語られている。
- 『おとぎ銃士 赤ずきん』 - ハーメルンの笛吹き男をモチーフにした登場人物が登場。
- 『轟轟戦隊ボウケンジャー』 - 2006年放映の第12話で、本作の笛吹き男が使ったとされる笛が「ハーメルンの笛」の名でプレシャスとして登場。
- 『ジャッカー電撃隊』 - 1977年の第24話で、ハーメルンの笛吹き男をモチーフにした敵怪人が子供達を笛で操り主人公達と戦う。
- 『タイムボカン』 - 1976年の第39話で、ネズミ退治は無欲な少年の笛吹きによって行われ、少年は報酬を求めずに去り、子供の誘拐は元から存在していない。
- 『勇者警察ジェイデッカー』 - 1994年。女性科学者が、自分が開発したAIを搭載した世界中のロボットを「ハーメルン・システム」という特殊音波で呼び集め支配しようとするエピソードがある。
- 『ぱにょぱにょデ・ジ・キャラット』 - 2002年の第34話。でじこ、ぷちこ、リンナ、ミケの4人組（指揮者のゲマを含めて5人組）とぴよことデジデビルの2人組がどっちの笛でねずみを操って躍らせるかを競い合い、沢山躍らせて勝った組がネズミを町から追い払う役目を引き受けることになるが、下手な演奏で天変地異を起してネズミを追い払うどころか町を壊滅させる事態となった。
- 『美少女戦士セーラームーンSuperS セーラー9戦士集結!ブラック・ドリーム・ホールの奇跡』- 1995年。劇中にハーメルンの笛吹き男をモチーフにした妖精が登場し、主人公達と戦う。
- 『仮面ライダーウィザード』 - 2013年。作中に「ハーメルケイン」という名前の武器を使役する魔法使いが登場する。また、その笛の音で登場人物を連れ去った。
- 『問題児たちが異世界から来るそうですよ?』（アニメ及びライトノベル）-　2013年。
- 『メルヘン・メドヘン』（アニメ及びライトノベル）- 諸国連合のモリー・C・クインが契約している原書として登場した。

#### ゲーム
- 『AION』 - オンラインゲーム。作中に登場する「（コラプト）アビリティ サッカー ハメルン」は、相手を洗脳して意のままに操る能力を用いて、多くの亜人種たちを従わせていた。その亜人種には、二足歩行するネズミであるムーグルも含まれる。
- 『アラド戦記』 - MMORPG。ノースマイア地方のダンジョン「誘惑の町ハーメルン」に、笛の音を使って、人を操ったりネズミを呼び出してプレイヤーに攻撃するボス「ピーター・ザ・パイパー」が登場。なお、このダンジョンにはネズミの敵キャラが登場する。
- 『タイムクライシス4』 - ビデオゲーム。作中に登場する架空の米軍極秘生物兵器（動物兵器）特殊部隊「ハーメルン大隊」の原案となった。ハーメルン大隊のマークとして、笛吹き男の笛が使われている。「テラーバイト」という虫型極秘兵器を、さながらハーメルンの笛吹きの如く操り、敵を圧倒している場面もある。
- 『絶対迷宮グリム 〜七つの鍵と楽園の乙女〜』 - PSP・Windows。主要キャラクターの1人に「ハーメルン」という名の笛吹きが登場。「ハーメルンの笛吹き男」が派生であるエピソードが存在する。原作とは別の解釈となっているが、「ネズミ退治を依頼され、完遂する」「笛吹き男は報酬を手にしない」「笛の音で子供たちを操り、結果として命を奪う」といった点は同じ。
- 『Wonderland Wars』-アーケードゲーム。笛吹き男をモチーフとしたプレイアブルキャスト「マグス・クラウン」「エルルカン」が登場。

#### 楽曲
- 田原俊彦『ぼくはハーメルンの笛吹き』 - 1984年。アルバム『メルヘン』に収録。作詞：岩谷時子、作曲：すぎやまこういち。
- レピッシュ『ハーメルン』 - 1990年。アルバム『make』所収。アルバム発表後シングルとしても発売される。歌詞は笛吹き男についてゆく子供の視点から書かれている。
- ドレミ團『ハーメルン』 - 2005年。アルバム『激情抄録』所収。歌詞はこのハーメルンの笛吹き男の話がモチーフになっている。
- Sound Horizon 『エルの絵本 笛吹き男とパレード』 - 2005年。 アルバム『Elysion 楽園幻想物語組曲』に収録。作詞・作曲：Revo
- アナログフィッシュ『ハーメルン』 - 2005年。アルバム『KISS』所収。
- Plastic Tree『パイドパイパー』 - 2009年。シングル『サナトリウム』に収録。 作詞：有村竜太朗、作曲：長谷川正、編曲：Plastic Tree
- BTS『Pied Piper』 ‐ 2017年。アルバム『Love Yourself承』所収。
- Reol『ハーメルン/Hameln』 - 2020年。アルバム『金字塔』所収。

#### 舞台
- ハーメルンの笛吹き男（劇団ひまわり　演出：栗田芳宏）[27][28][29]